# Pontocypria meridionalis
Pontocypria meridionalis is een mosselkreeftjessoort uit de familie van de Pontocyprididae. De wetenschappelijke naam van de soort is voor het eerst geldig gepubliceerd in 1869 door Brady.